# Desa Tapa'an
Desa Tapa'an (indonesiska: Desa Tapa’an) är en administrativ by i Indonesien.   Den ligger i provinsen Jawa Timur, i den västra delen av landet, 700 km öster om huvudstaden Jakarta. Desa Tapa'an ligger på ön Madura.